# Lars Dahlstedt (jurist)
Lars  Tage Robert Dahlstedt, född 14 april 1947, är en svensk jurist som var lagman i Norrköpings tingsrätt från 1997 till 2010.
Dahlstedt utnämndes till rådman i Linköpings tingsrätt 22 maj 1986, efter att tidigare tjänstgjort på Domstolsverket. Han var lagman i Norrköpings tingsrätt från 1997 till 2010.